# Gergana (piosenkarka)
Gergana, właśc. Gergana Georgiewa Kacarowa (bułg. Гергана Георгиева Кацарска; ur. 30 listopada 1984 w Dimitrowgradzie) – bułgarska piosenkarka czałgowa i popowa.

## Dyskografia

### Albumy studyjne
- 2003: Gubja te bawno[1]
- 2004: Kakto nikoj drug[2]
- 2005: Sini oczi[3]
- 2007: Sładkata strana na nesztata[4]

### Single
| Wydany               | Teledysk                      |
| -------------------- | ----------------------------- |
| 2003                 | „Gubja te bawno”              |
| 2003                 | „Kakto predi”                 |
| 2004                 | „Gasna po teb”                |
| 2004                 | „Za teb lubow”                |
| 2004                 | „Twoja bjah”                  |
| 2004                 | „Boli”                        |
| 2005                 | „Njakoj den, może bi”         |
| 2005                 | „Posledna weczer”             |
| 2006                 | „Sini oczi”                   |
| 2006                 | „Iskam samo lubowtata ti”     |
| 2006                 | „Do utre”                     |
| 2006                 | „Sładkata strana na nesztata” |
| 2007                 | „Karma”                       |
| 2007                 | „Una Pasion”                  |
| 25 maja 2007         | „Może bi toczno ti”           |
| 12 lutego 2008       | „Zabrawi”                     |
| 8 lipca 2008         | „Wyrwi si”                    |
| 12 października 2008 | „Razdjałata dne boli”         |
| 5 stycznia 2009      | „Zasztoto te obiczam”         |
| 15 kwietnia 2009     | „Błagodarja ti”               |
| 21 września 2009     | „Imam nużda”                  |
| 24 grudnia 2009      | „Dokoga”                      |
| 31 maja 2010         | „Da zapocznem ot sredata”     |
| 29 października 2010 | „Facebook”                    |
| 20 grudnia 2010      | „Kojto iska da wjarwa”        |
| 2 czerwca 2011       | „Pyrwiczen instinkt”          |
| 21 czerwca 2012      | „Miris na lubow”              |
| 26 listopada 2012    | „Wkusyt ostawa”               |
| 28 października 2013 | „Ot tozi moment”              |
| 5 stycznia 2015      | „Twoite dumi”                 |
| 8 stycznia 2016      | „Ogyn w dyżda”                |
| 12 września 2018     | „Samo za teb”                 |

## Nagrody i wyróżnienia
Nagrody przyznane przez TV Planeta:
- 2003 – debiut roku
- 2003 – najlepszy pop folkowy klip roku za „Gubja te bawno”
- 2007 – hit lata za „Może bi toczno ti”